# Edie Adams
Pour les articles homonymes, voir Adams.
Edie Adams, née Edith Elizabeth Enke à Kingston, en Pennsylvanie (États-Unis) le 16 avril 1927 et morte à Los Angeles (Californie) le 15 octobre 2008, est une femme d'affaires américaine, chanteuse, comédienne à Broadway et actrice à la télévision et au cinéma,.

## Biographie

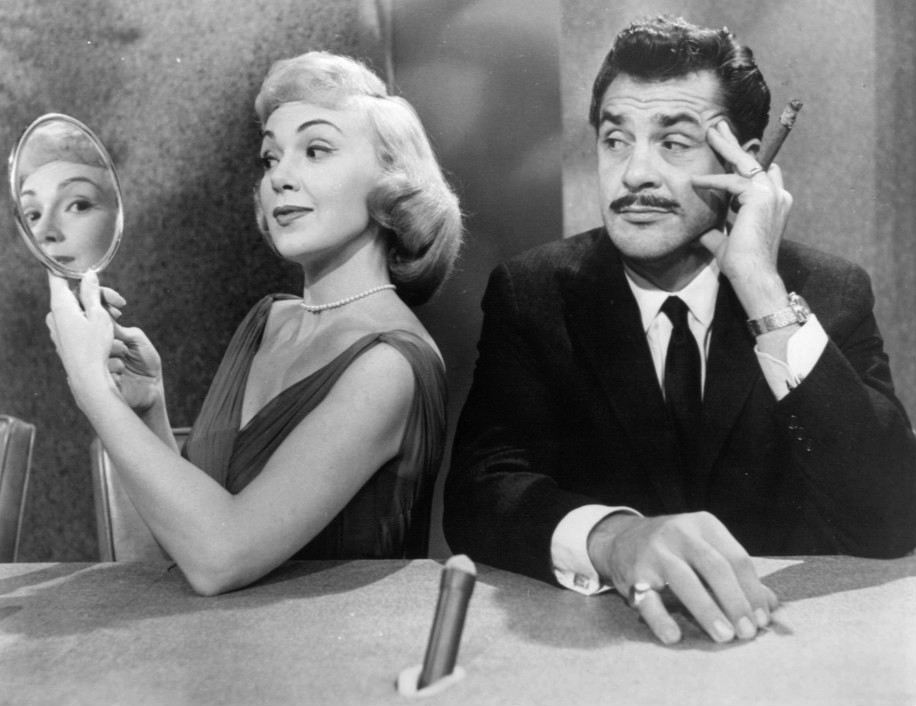
Avec Ernie Kovacs dans Take a Good Look.

Edie Adams est connue pour ses imitations de stars sexy — notamment de Marilyn Monroe — tant sur scène qu'à la télévision. Elle est fréquemment la partenaire à la télévision de son mari Ernie Kovacs jusqu'à la mort de l'humoriste dans un accident de voiture en 1962.

### Vie privée
Edie Adams s'est mariée trois fois, avec :
- l'acteur et humoriste Ernie Kovacs (de 1954 à 1962) (mort de Kovacs)
- Martin Mills (1964–1971)
- le trompettiste Pete Candoli (1972–1988) (divorce)

## Filmographie

### Actrice

#### Cinéma
- 1960 : La Garçonnière : Miss Olsen
- 1961 : Un pyjama pour deux : Rebel Davis[6]
- 1963 : Appelez-moi chef : Frederica
- 1963 : Oui ou non avant le mariage ? de David Swift : Dr. Irene Wilson
- 1963 : Un monde fou, fou, fou, fou : Monica Crump
- 1963 : Une certaine rencontre : Barbie
- 1964 : Que le meilleur l'emporte : Mabel Cantwell
- 1966 : La Statue en or massif : Trina Yale
- 1966 : Made in Paris : Irene Chase
- 1967 : Guêpier pour trois abeilles : Merle McGill
- 1978 : Faut trouver le joint : Mrs. Tempest Stoner
- 1979 : Racquet : Leslie Sargent[7]
- 1980 : Jayne Mansfield - An American Tragedy
- 1980 : The Happy Hooker Goes Hollywood : Rita Beater
- 1982 : Boxoffice : Carolyn[8]

#### Courts-métrages
- 1956 : Showdown at Ulcer Gulch
- 1972 : Tarzana

#### Télévision

##### Séries télévisées
- 1954 : Suspense
- 1955 : Appointment with Adventure[9]
- 1956 : As the World Turns : Roseanne (1982)
- 1958 : General Electric Theater : Sue Ellen
- 1958 : Suspicion : Gloria Chrystie
- 1959 : Art Carney Special[10]
- 1959-1967 : The Red Skelton Hour : Lulu Trueblood / Ruby
- 1960-1961 : The United States Steel Hour (en)
- 1961 : Theatre '62
- 1963 : The Dick Powell Theatre : Model
- 1968 : L'Extravagante Lucie : Nanette Johnson
- 1971 : Love, American Style : Mrs. Winslow (segment "Love and the Hotel Caper")
- 1972 : McMillan & Wife : Louise Montgomery
- 1975 : Joe Forrester
- 1976 : Harry O : Kate Roberti
- 1976 : The Blue Knight : Torchy
- 1976 : The Practice : Carlotta
- 1977 : Rosetti and Ryan : Evelyn Albert
- 1978 : La croisière s'amuse : Maureen Buell
- 1978 : Sergent Anderson : Lorenza
- 1978 : The Eddie Capra Mysteries : Claudia Carroll
- 1979 : Mme Columbo : Joanne Huston
- 1979 : Sloane, agent spécial : Chandler
- 1979 : The Seekers : Flora Cato
- 1980 : Bosom Buddies : Darlene
- 1981 : CBS Children's Mystery Theatre : Madame Zenia
- 1981 : L'île fantastique : Liz Fuller
- 1981 : Vegas : Angela
- 1985 : Arabesque : Kaye Sheppard
- 1985 : Trapper John, M.D. : Edie Marks
- 1988 : Adventures Beyond Belief : Flo
- 1989-1990 : It's Garry Shandling's Show. : Edie Adams-Stravely / Clair King
- 1990 : Femmes d'affaires et dames de cœur : Edie
- 1993 : Les Chroniques de San Francisco : Ruby Miller
- 2004 : Great Performances : Fairy Godmother / Elle-même

##### Téléfilms
- 1961 : The Spiral Staircase : Blanche
- 1972 : Evil Roy Slade : Flossie
- 1975 : Cop on the Beat : Massage Parlor Owner
- 1978 : Superdome : Joyce
- 1979 : Fast Friends : Connie Burton
- 1980 : Make Me an Offer : Francine Sherman
- 1980 : Rendez-vous nocturnes : Mrs. Kennedy
- 1980 : Un cri d'amour : Tessie
- 1983 : Shooting Stars : Hazel
- 1984 : Ernie Kovacs: Between the Laughter : Mae West
- 1989 : Jake Spanner, Private Eye : Senior Club Member

### Costumière

#### Télévision

##### Séries télévisées
- 1962-1964 : Here's Edie

##### Téléfilms
- 1962 : Here's Edie

### Parolière

#### Télévision

##### Séries télévisées
- 1958 : The Frank Sinatra Show[11]
- 1966 : The Danny Kaye Show[12]

##### Téléfilms
- 1962 : Here's Edie

### Scénariste

#### Télévision

##### Séries télévisées
- 1963-1964 : Here's Edie

## Récompenses et distinctions
Elle a reçu un Emmy et un Tony Award.